# Югович, Радислав
Радислав Югович (серб. Радислав Југовић; 1915, Косич — июль 1943, Маглай) — югославский военнослужащий Королевской сухопутной армии и Народно-освободительной армии Югославии, Народный герой Югославии.

## Биография
Родился в 1915 году в деревне Косич недалеко от Даниловграда. Окончил школу в Даниловграде и экономическую академию в Подгорице. Поступил позднее в военную школу офицеров резерва, в 1940 году был призван в Королевскую армию Югославии, дослужился до звания младшего лейтенанта. Участвовал в Апрельской войне, после капитуляции Югославии скрывался у себя дома.
В дни восстания в Черногории Радислав возглавил взвод, который освобождал Даниловград, а на Вели-Брде командовал целой ротой. В октябре 1941 года возглавил роту Косоволушского батальона, в начале 1942 года вошёл в 1-ю роту ударного батальона имени Байо Секулича, в которой занимал должность сначала заместителя командира, а затем и самого командира. Вскоре в составе 4-й пролетарской черногорской бригады возглавил 1-ю роту 3-го батальона.
После битвы на Неретве Югович переключился на борьбу с чётниками, в середине мая 1943 года возглавил штаб 2-й пролетарской далматинской ударной бригады. Пал в бою за Маглай в июле 1943 года. Посмертно удостоен звания Народного героя Югославии (указ от 20 декабря 1951).